# Ceriana wallacei
Ceriana wallacei är en tvåvingeart som först beskrevs av Shannon 1927.  Ceriana wallacei ingår i släktet griffelblomflugor, och familjen blomflugor. Inga underarter finns listade i Catalogue of Life.